# ويليام تورتون
ويليام تورتون (بالإنجليزية: William Turton)‏ (21 أيار / مايو 1762 – 28 كانون الأول / ديسمبر 1835) هو عالم طبيعة إنجليزي.

## مسيرته
وُلِد في غلوسترشير وتلقى تعليمه في كلية أوريل (أكسفورد). بدأ عمله في سوانزي، ولكنه كرس وقت فراغه للتاريخ الطبيعي، وخاصة علم الأصداف. نشر العديد من الكتب المصورة عن الأصداف البحرية، ونشر ترجمةً لطبعة غملين لكتاب لينيوس (نظام الطبيعة) في 1806.
توفي تورتون في بلدة بيدفورد. مجموعاته موجودة الآن في معهد سميثسونيان.
سُمِّيت ذوات الصدفتين (Turtonia) و(Galeomma turtoni) على اسمه.

## وصلات خارجية
- أعمال أو نبذة عن ويليام تورتون على أرشيف الإنترنت